# Llengües paleobalcàniques
Les llengües paleobalcàniques van ser les llengües indoeuropees parlades als Balcans en temps antics:
- Antic macedoni
- Traci
- Dàcic
- Il·liri
- Frigi
- Peònic
- Protogrec
  - Micènic
    - Grec antic